# Microphaea
Microphaea là một chi bướm đêm thuộc họ Noctuidae.